# تابع توزیع تجمعی

تابع چگالی احتمال برای چند توزیع نرمال، نمودار قرمز رنگ مربوط به توزیع نرمال استاندارد است ..

تابع توزیع تجمعی (به انگلیسی: Cumulative distribution function) یا تابع توزیع انباشتی تابعی غیر صفر و هم نوای صعودی است که برد آن بازه [۰٫۱] بوده و احتمال آنکه متغیر تصادفی X دارای مقداری کوچک‌تر از x باشد را نشان می‌دهد، یعنی {\displaystyle x\to F_{X}(x)=\operatorname {P} (X\leq x)}
از این تعریف می‌توان نتیجه گرفت که:
{\displaystyle P(a<X\leq b)=F_{X}(b)-F_{X}(a)}

تابع توزیع تجمعی برای توزیع نرمال.

تابع توزیع تجمعی را می‌توان به صورت زیر بر اساس تابع چگالی احتمال نیز تعریف کرد
{\displaystyle F(x)=\int _{-\infty }^{x}f(t)\,dt.}
در مورد متغیرهای تصادفی با مقادیر گسسته این تعریف به صورت زیر است:
{\displaystyle \Pr(X=x)=F(x_{0})-F(x_{0}-),}
که در اینجا {\displaystyle F(x_{0}-)} به معنی حد چپ تابع {\displaystyle F_{X}(x)} است وقتی که {\displaystyle x} به {\displaystyle x_{0}} میل می‌کند

## خواص تابع توزیع تجمعی
- تابع توزیع تجمعی برای متغیر تصادفی گسسته به این شکل تعریف می‌شود:

{\displaystyle F_{X}(x)=P(X\leq x)=\sum _{t\leq x}P(t)}

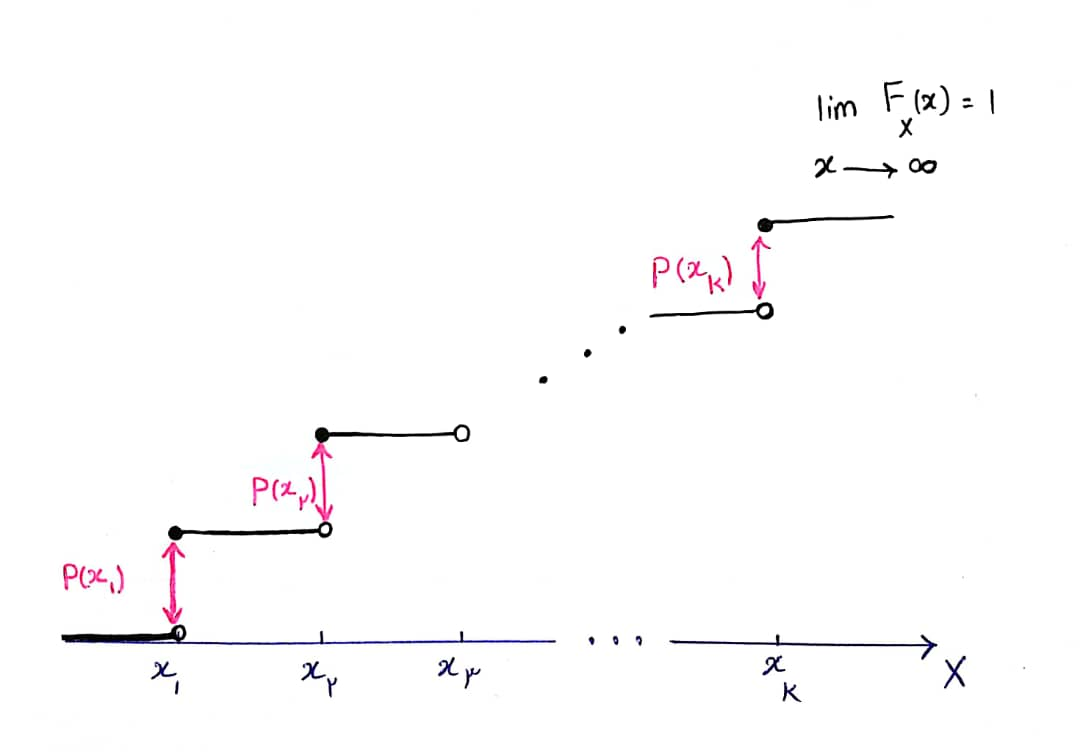
نمودار تابع توزیع تجمعی برای متغیر تصادفی گسسته

- تعریف تابع توزیع تجمعی برای متغیر تصادفی پیوسته به این شکل می‌شود :

{\displaystyle F_{X}(x)=P(X\leq x)=\int _{t\leq x}f(t)dt}
- تمام توابع توزیع تجمعی صعودی (ولی نه لزوماً اکیدا صعودی) و از راست پیوسته هستند.
- {\displaystyle 0\leq F_{X}(x)\leq 1}
- {\displaystyle \lim _{x\to -\infty }F(x)=0}
- {\displaystyle \lim _{x\to +\infty }F(x)=1}[۱]
- اگر {\displaystyle x_{1}\leq x_{2}} باشد، آنگاه :

{\displaystyle F_{X}(x_{1})\leq F_{X}(x_{2})}
- {\displaystyle P(X>x)=1-F_{X}(x)}
- {\displaystyle P(x_{1}<x\leq x_{2})=F_{X}(x_{2})-F_{X}(x_{1})}
- اگر M میانه داده‌ها باشد داریم :

{\displaystyle F_{X}(M)=\int _{-\infty }^{M}f(x)dx={\frac {1}{2}}}
و این همان تعریف میانه است که نیمی از داده‌ها مقداری کمتر از M دارند.

## مثال
فرض کنید X یک متغیر تصادفی پیوسته‌است که تابع چگالی احتمال آن به این شکل تعریف شده باشد:
{\displaystyle f(x)={\begin{cases}0&x\leq -1\\\\x+1&-1<x\leq 0\\\\1-x&0<x<1\\\\0&x\geq 1\end{cases}}}
نمودار چگالی احتمال این متغیر تصادفی به شکل زیر خواهد بود:

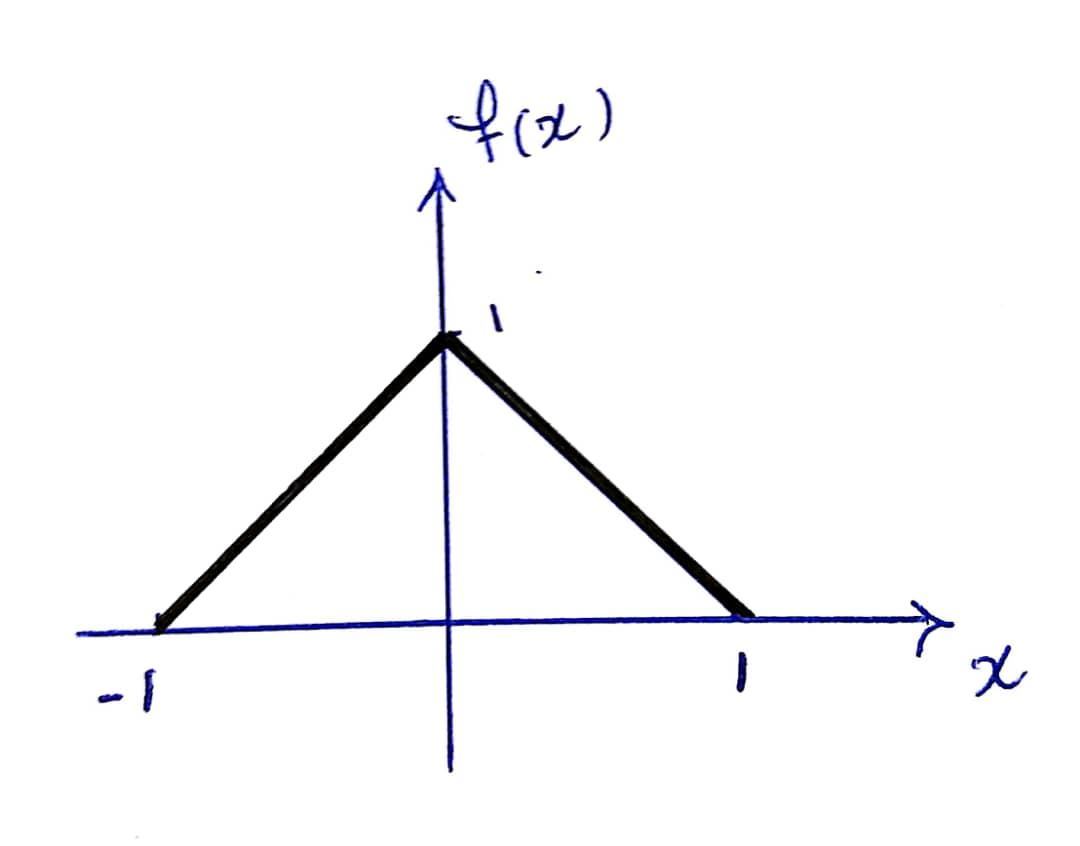
نمودار تابع چگالی احتمال این مثال

با انتگرال‌گیری از تابع چگالی احتمال در هر بازه تابع توزیع تجمعی آن را به دست می‌آوریم و خواهیم داشت:
{\displaystyle F(x)={\begin{cases}0&x\leq -1\\\\{\frac {1}{2}}(x+1)^{2}&-1<x\leq 0\\\\1-{\frac {(1-x)^{2}}{2}}&0<x<1\\\\1&x\geq 0\end{cases}}}

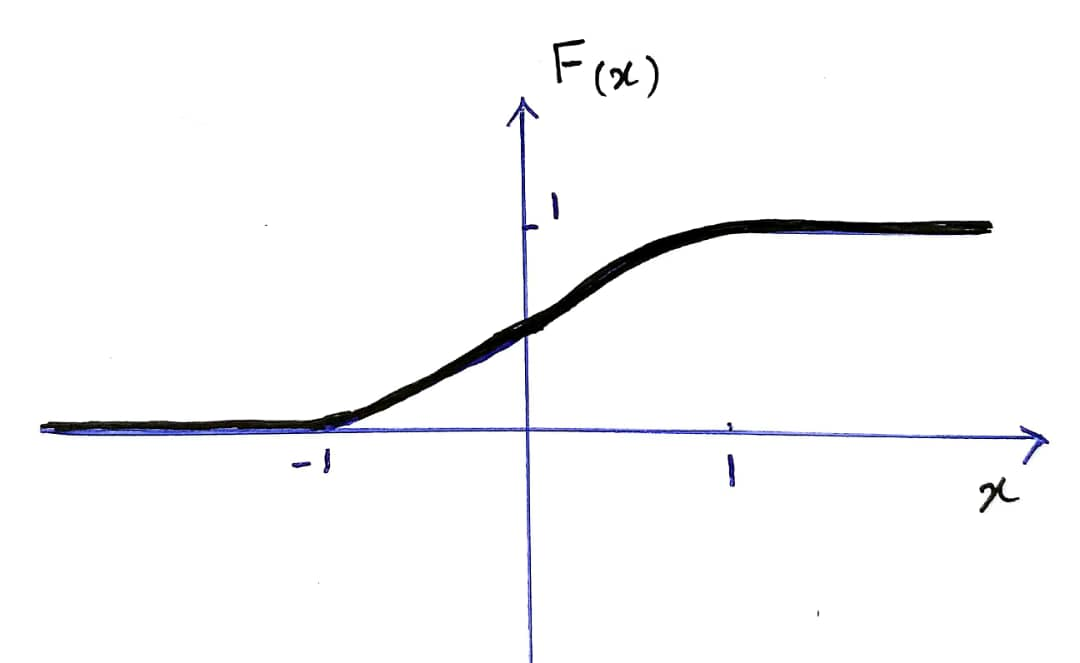
نمودار تابع توزیع تجمعی این مثال

## تابع توزیع تجمعی برای چند توزیع
در این قسمت تابع توزیع تجمعی چند توزیع معروف و نمودار توزیع تجمعی آن‌ها را بررسی می‌کنیم:

### توزیع طبیعی استاندارد
تابع چگالی احتمال توزیع طبیعی استاندارد برای ℝ {\displaystyle x\in }  به شکل زیر تعریف می‌شود :
{\displaystyle f(x)={\frac {1}{\sqrt {2\pi }}}e^{\frac {-x^{2}}{2}}}
و تابع توزیع تجمعی آن برابر است با:
{\displaystyle F(x)=\int f(x)dx=\int {\frac {1}{\sqrt {2\pi }}}e^{\frac {-x^{2}}{2}}={\frac {1}{2}}\left(1+{\mathrm {erf} }\,{\frac {x-\mu }{\sigma {\sqrt {2}}}}\right)\!}

#### نمودار

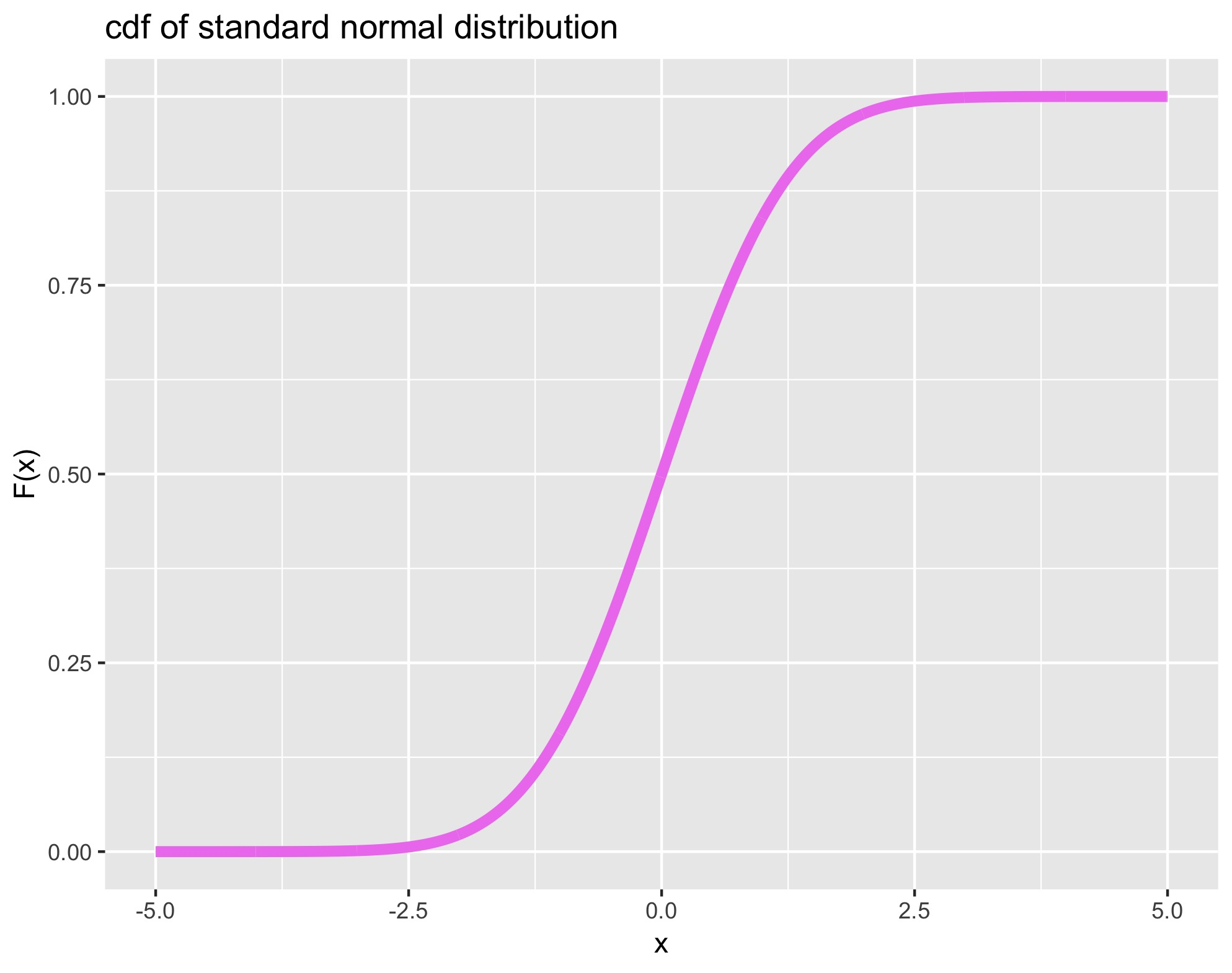
نمودار تابع توزیع تجمعی برای توزیع طبیعی استاندارد

### توزیع پواسون
تابع جرم احتمال توزیع پواسون برای {1,2,3,...} {\displaystyle k\in }  و  {\displaystyle \lambda \in (0,\infty )} به شکل زیر تعریف می‌شود:
{\displaystyle P(x)={\displaystyle {\frac {e^{-\lambda }\lambda ^{k}}{k!}}\!}}
و تابع توزیع تجمعی آن برابر است با:
{\displaystyle F(x)=\sum P(x)=\sum {\displaystyle {\frac {e^{-\lambda }\lambda ^{k}}{k!}}\!}={\displaystyle {\frac {\Gamma (k+1,\lambda )}{k!}}\!}}

#### نمودار

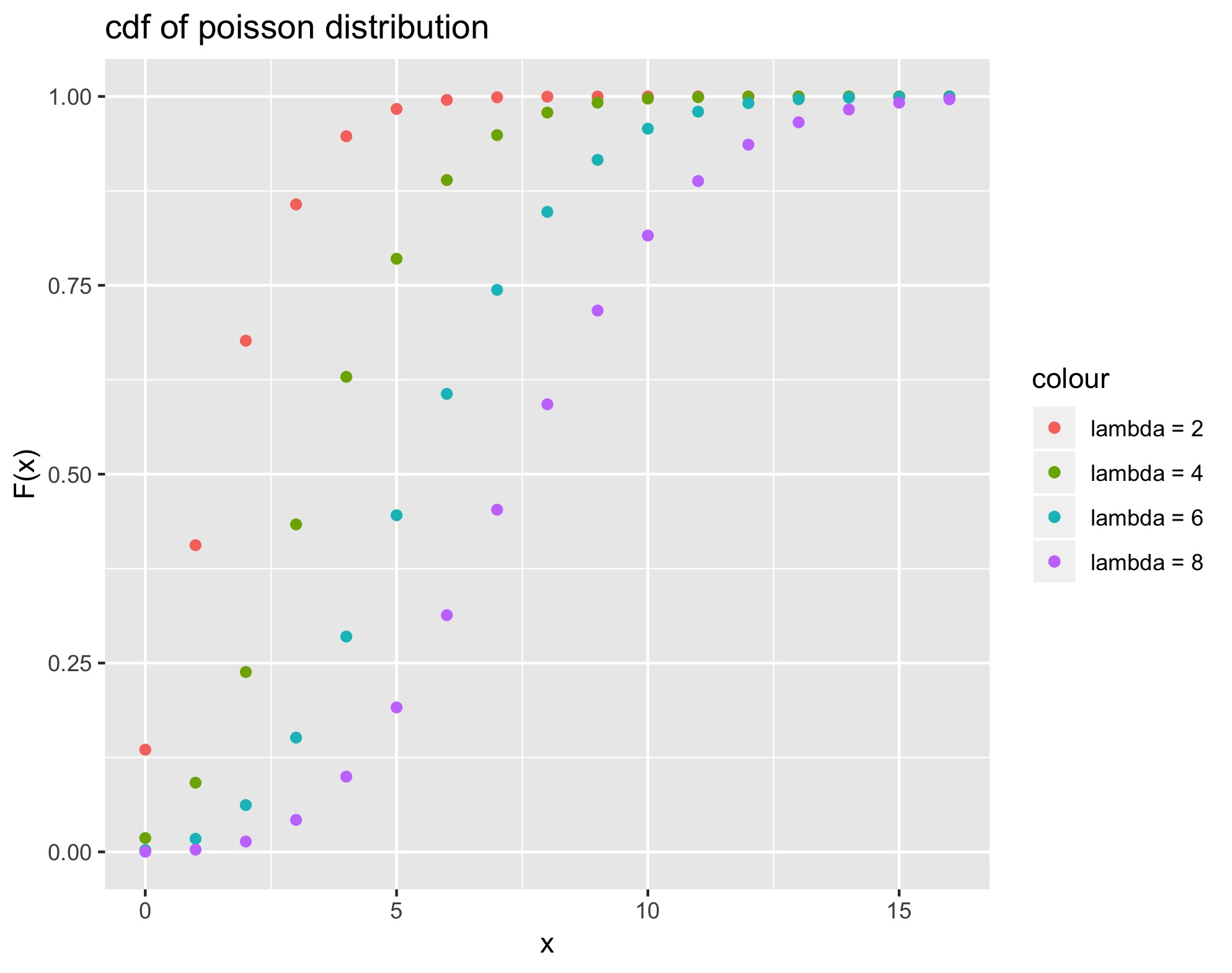
نمودار تابع توزیع تجمعی برای چند توزیع دلخواه پواسون

### توزیع نمایی
تابع چگالی احتمال توزیع نمایی برای {\displaystyle x\geq 0} به شکل زیر تعریف می‌شود :
{\displaystyle f(x)=\lambda e^{-\lambda x}}
و تابع توزیع تجمعی آن برابر است با:
{\displaystyle F(x)=\int f(x)dx=\int \lambda e^{-\lambda x}=1-e^{-\lambda x}}

#### نمودار

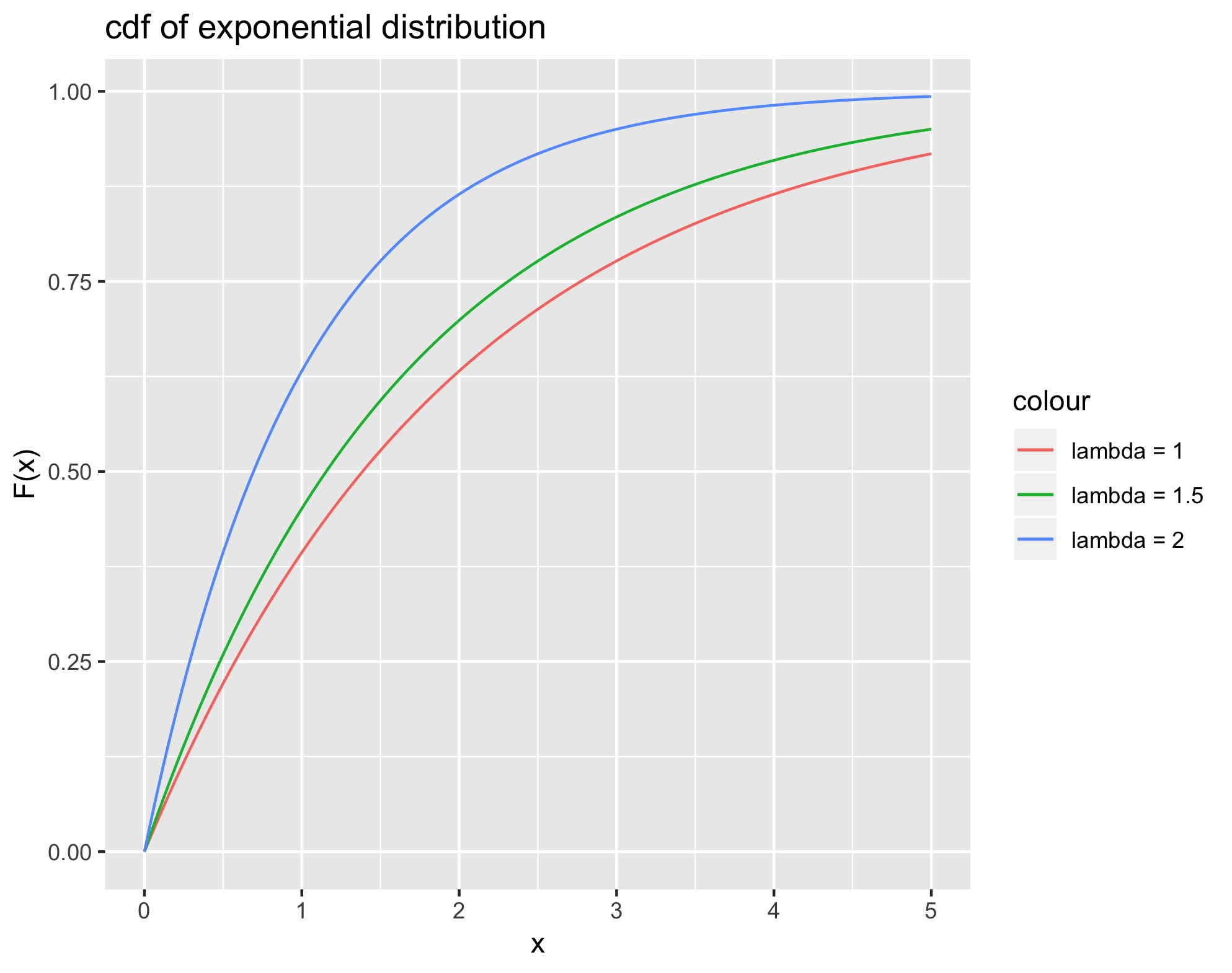
نمودار تابع توزیع تجمعی برای چند توزیع  دلخواه نمایی

## تابع توزیع تجمعی برای توابع توام
تابع توزیع تجمعی برایتوزیع احتمال توأم به این صورت تعریف می‌شود:
{\displaystyle F_{X_{1},X_{2},...,X_{n}}(x_{1},x_{2},....,x_{n})=P(X_{1}\leq x_{1},X_{2}\leq x_{2},...,X_{n}\leq x_{n})}

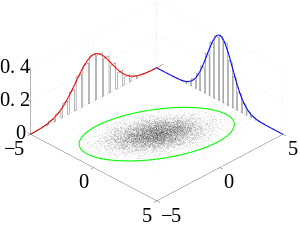
توزیع توام

با این تعریف تابع توزیع تجمعی برای تابع دو متغیره {\displaystyle f_{XY}(x,y)} به این شکل خواهد بود:
{\displaystyle F_{XY}(x,y)=P(X\leq x,Y\leq y)}
ویژگی‌های این تابع همانند حالت یک متغیره خواهد بود. برخی از این ویژگی‌ها عبارتند از:
- {\displaystyle 0\leq F_{X_{1},X_{2},...,X_{n}}(x_{1},x_{2},....,x_{n})\leq 1}
- {\displaystyle \lim _{x_{1},x_{2},...,x_{n}\to -\infty }F_{X_{1},X_{2},...,X_{n}}(x_{1},x_{2},....,x_{n})=0}
- {\displaystyle \lim _{x_{1},x_{2},...,x_{n}\to \infty }F_{X_{1},X_{2},...,X_{n}}(x_{1},x_{2},....,x_{n})=1}
- {\displaystyle P(x_{1}<x\leq x_{2},y_{1}<y\leq y_{2})=F_{XY}(x_{2},y_{2})-F_{XY}(x_{1},y_{2})-F_{XY}(x_{2},y_{1})+F_{XY}(x_{1},y_{1})}[۶]